# Palacio Federal Legislativo
El Palacio Federal Legislativo o también llamado Capitolio Federal, es la sede y edificio principal del Poder Legislativo Federal, ubicado en la ciudad de Caracas, específicamente en la Avenida Universidad, diagonal a la Plaza Bolívar, en el Distrito Capital. Al ser sede de uno de los Poderes Públicos de Venezuela, es un edificio de gran valor arquitectónico, institucional y político, uno de los legados del primer gobierno de Antonio Guzmán Blanco (1870-1877) en su apuro de modernizar la ciudad capital.
El Capitolio Federal, desde 1877, fue sede de los tres Poderes de la Nación: el Ejecutivo Federal, el Legislativo y el Judicial; pero desde 1961, es de uso exclusivo del Poder Legislativo Federal.
Debido a su importancia histórica y cultural, la edificación fue declarada Patrimonio Nacional el 22 de agosto de 1997. El Capitolio es también uno de los principales centros de atracción histórica de la capital de Venezuela.

## Historia
La construcción del Capitolio Federal comenzó el 21 de septiembre de 1872, inaugurándose parcialmente el 19 de febrero de 1873, pero culminado totalmente en 1877. Tiempo antes de su construcción, al menos seis edificios diferentes fueron usados como sede del Congreso en distintas ciudades:
- Primer Congreso de Venezuela (1811):
  - 1811-1812: Casa de José Antonio Pacheco, esquina El Conde, posteriormente trasladada a la Capilla de Santa Rosa de Lima en Caracas, donde se declaró la independencia el 5 de julio de 1811.
- Segundo Congreso de Venezuela o Angostura (1819): 
  - 1819-1821: Edificio del Antiguo Colegio Federal de Guayana o Casa del Congreso de Angostura, hoy Ciudad Bolívar. Lugar donde se creó la Gran Colombia.
- Congreso de la República de Venezuela (1830):
  - 1830-1831: Casa de la Estrella, Valencia. Separación de Venezuela de Colombia.
  - 1831-1842: Ambas Cámaras funcionaron en diferentes lugares de Caracas.
  - 1842-1873: Palacio de las Academias, antigua sede de la Universidad Central de Venezuela.
  - 1873-Presente: Palacio Federal Legislativo de Venezuela.

El 27 de febrero de 1873, sesionaron las Cámaras Legislativas por primera vez en el Capitolio, siendo elegido Presidente del Senado y del Congreso Antonio Leocadio Guzmán, padre de Antonio Guzmán Blanco, y de la Cámara de Diputados el General Jesús María Paúl.
Actualmente, desde allí funciona la Asamblea Nacional de Venezuela, donde se realizan las sesiones ordinarias y extraordinarias del órgano unicameral. Antes de las transformaciones políticas ocurridas a partir de 1999 era la sede del antiguo Congreso Nacional bicameral (Senado y Cámara de Diputados).
La extinta figura del Senado de la República estuvo vigente en Venezuela desde la Promulgación de la Constitución Federal de 1811 hasta que fue derogada la Constitución de 1961 en 1999.

## Construcción
Los terrenos del también llamado Capitolio Federal cubren toda una manzana diagonal a la Plaza Bolívar de Caracas, donde antiguamente se encontraba el Convento de las Reverendas Madres de la Inmaculada Concepción.

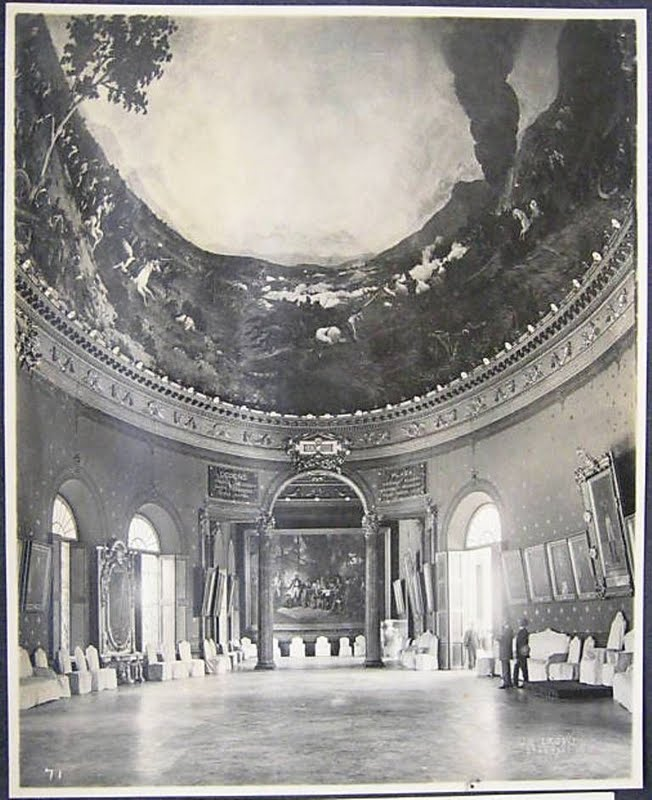
Salón Elíptico en 1910.

Por medio de un decreto se ordenó expropiar un solar o terreno del convento de las Hermanas de la Concepción entre las esquinas de La Bolsa y San Francisco, para la construcción del cuerpo sur del Capitolio Federal creándose para tal fin una Junta de Fomento del Capitolio a la cual le otorgó poder para administrar e inspeccionar las obras concernientes a tan importante construcción.

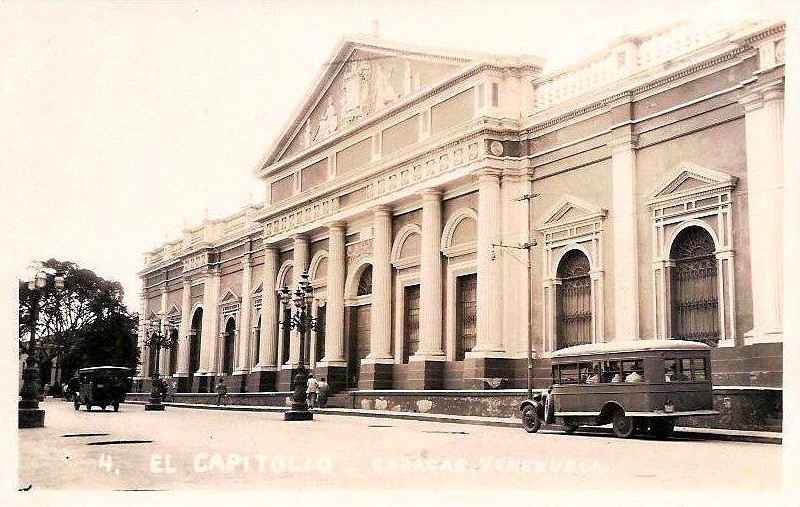
Complejo Sur del Palacio Federal en 1917.

El Capitolio es un edificio de estilo neoclásico del siglo XIX definido por tres cuerpos e inspirado en un edificio de Francia, siendo el arquitecto y principal constructor de la obra el notable ingeniero Luciano Urdaneta, hijo del General Rafael Urdaneta, se acordó la construcción del edificio por la cantidad de 42.893 bolívares suma esta que sería pronta y enormemente excedida por la cantidad final de 171.580 bolívares de la época. Actuaron como ingenieros auxiliares Manuel María Urbaneja al comienzo de los trabajos quien fue sustituido por Juan Hurtado Manrique y Roberto García.
El Palacio Federal se construyó en varias partes, empezando por el cuerpo sur del Palacio donde funcionan las Cámaras Legislativas. En 1876, el Ejecutivo decretó la construcción del cuerpo norte, y el 20 de febrero de 1877, todo el terreno que pertenecía al convento estaba ocupado por el conjunto de edificios que forman el Capitolio; los antiguos Palacios sur y norte, y por sus edificaciones laterales que unen a esos dos cuerpos principales.

## Salones del palacio

### Complejo norte
El norte del Palacio Federal incluye:
Salón Elíptico

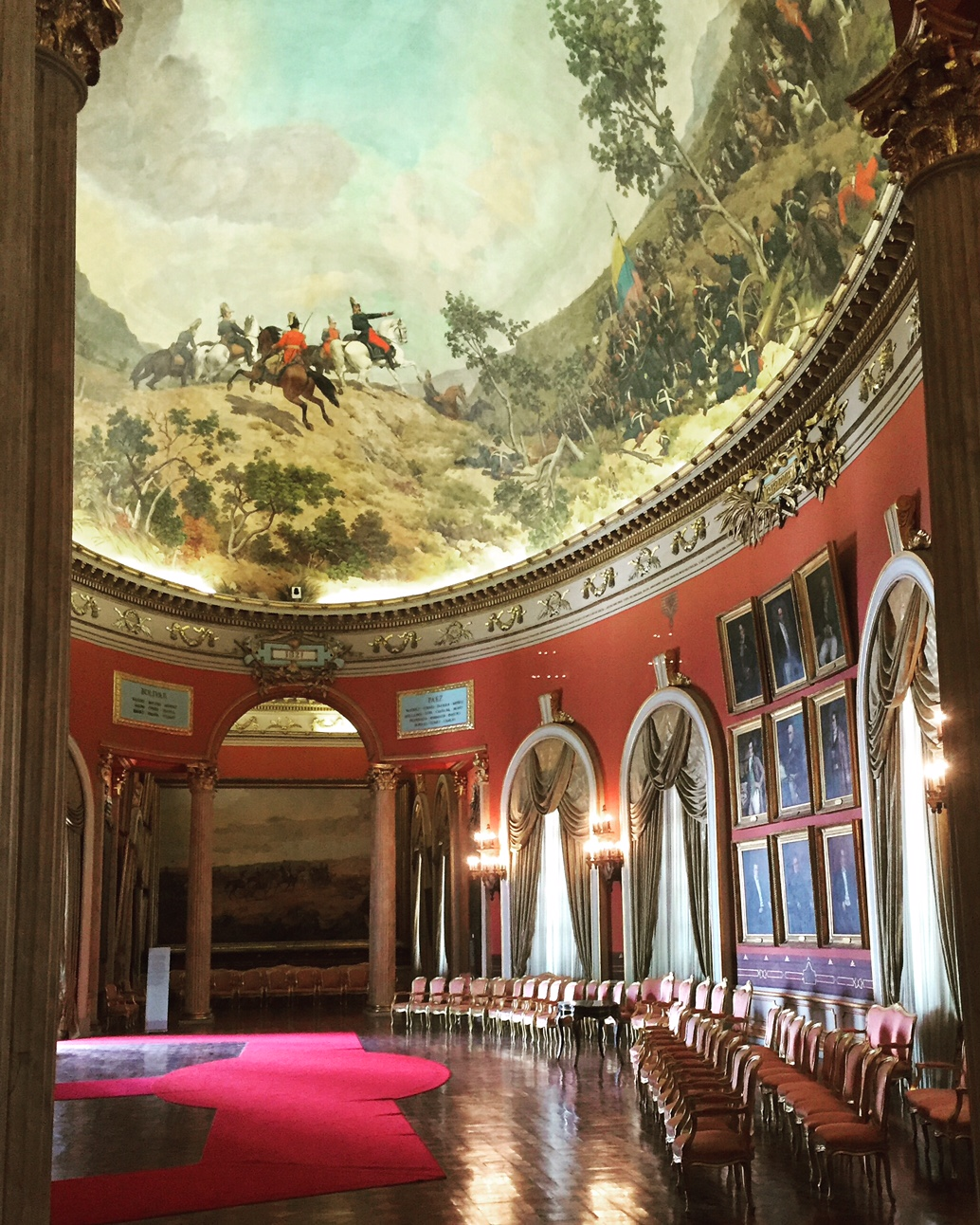
Salón Elíptico.

La fachada principal del Salón Elíptico está adornado por dos figuras que representan la justicia y la libertad. Ambas fueron elaboradas por el artista Eloy Palacios.
El Salón presenta tres divisiones separados por dos grandes arcos. Los salones llevan los nombres de los colores nacionales; así la sección del oeste se denominó Salón Amarillo, en el centro Salón Azul y Salón Rojo el del este.

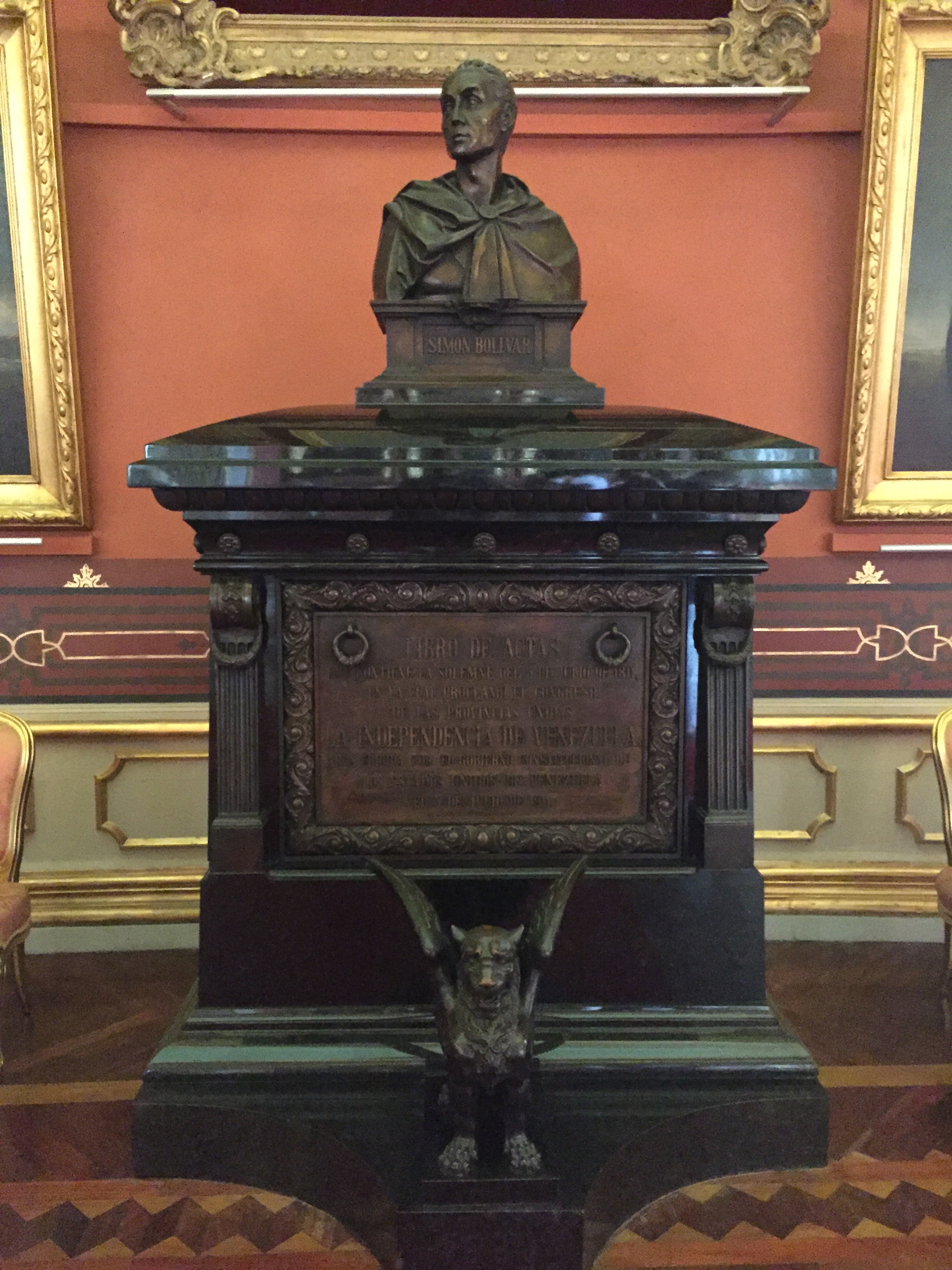
Arca que contiene el Acta de Independencia.

Este es el Salón más importante del Capitolio ya que guarda innumerables tesoros históricos como el arca que contiene el Libro de Actas del Primer Congreso Nacional de Venezuela. Allí se aprecia el Acta de Declaración de la Independencia, firmada el 5 de julio de 1811. Además, se observa la imponente cúpula oval de 26 metros de alto y 13 de ancho bañada en oro que corona el techo de tan importante estructura. Dicha cúpula fue originalmente importada de Bélgica y montada en 1890, que fue sustituida recientemente por una de aluminio anodizado. En la cúspide se encuentra la Bandera Nacional.
El gobierno del general Juan Vicente Gómez fue el encargado de emitir un decreto, el 1 de enero de 1910, en el cual se ordenaba a depositar en un arca especial, instalada en el Salón Elíptico del Palacio Federal, el original del Libro que contiene Acta Solemne de Independencia descubierta en 1907 en Valencia y aceptada como tal por la Academia Nacional de la Historia de Venezuela.
Esta orden se cumplió un año después, en la conmemoración del primer Centenario de la Emancipación, el 5 de julio de 1911. El libro de Actas del Congreso de 1811 cuenta con 436 páginas y se le conoce con el nombre de Libro Nacional de los Venezolanos.

#### Salón del Tríptico
El Salón del Tríptico se encuentra separado del Salón Elíptico por un vestíbulo. En otros tiempos fue el sitio del Despacho del Presidente de la República y actualmente, de acuerdo con la tradición, sirve como sala de recepción cuando el Primer Mandatario y su comitiva visitan el Palacio. Su nombre se debe a la pintura realizada por Tito Salas en tres partes: en la sección de la izquierda representa el Juramento del Monte Sacro de Roma, la del centro el Paso de los Andes, y a la derecha el momento en donde el espíritu del Libertador Simón Bolívar abandona su cuerpo. En este salón se encuentran todas las Constituciones originales de la vida republicana de Venezuela, siendo la primera la Constitución Federal de 1811 hasta la actual de la República Bolivariana de Venezuela, promulgada en 1999.

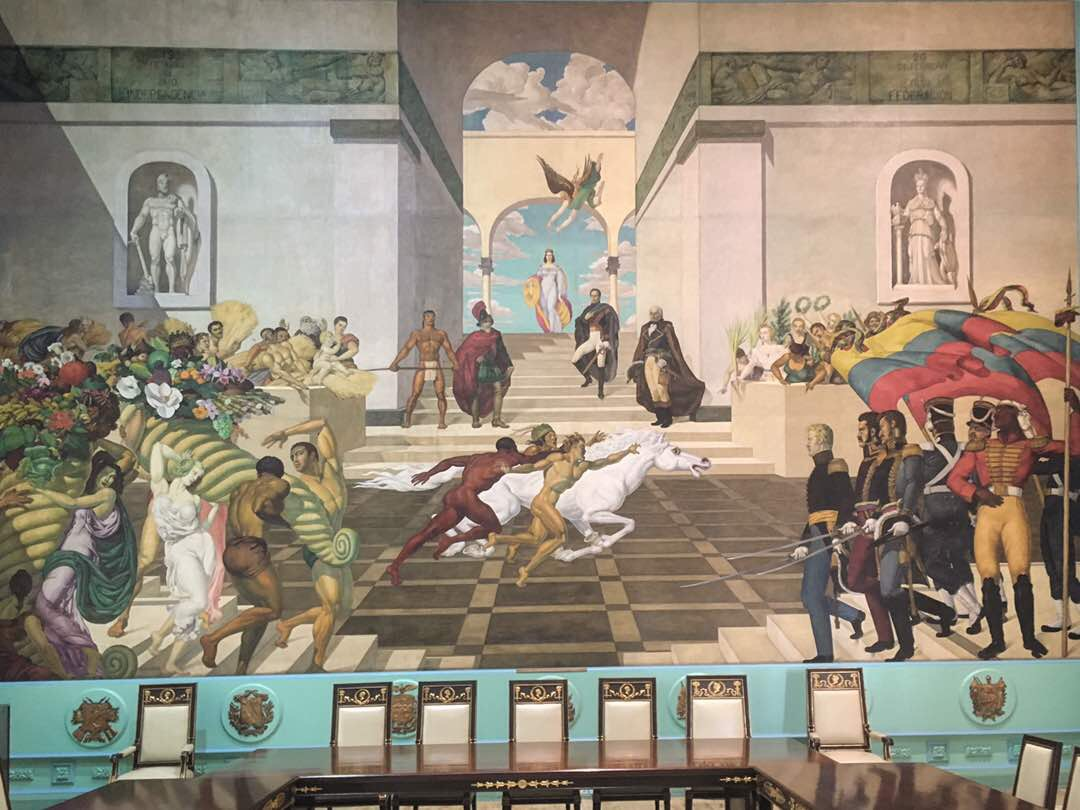
Salón de los Escudos.

#### Salón de los Escudos
El Salón está situado en el extremo oriental del cuerpo norte. Debe su nombre al Escudo Nacional que lo adorna y además a las representaciones los diversos Escudos de las Entidades Federales de Venezuela. Originalmente fue sede de la Alta Corte Federal, y actualmente es usado para reuniones de importancia de las comisiones parlamentarias con funcionarios o ciudadanos.

### Complejo sur
El sur del Palacio Legislativo incluye:

#### Hemiciclo de Sesiones

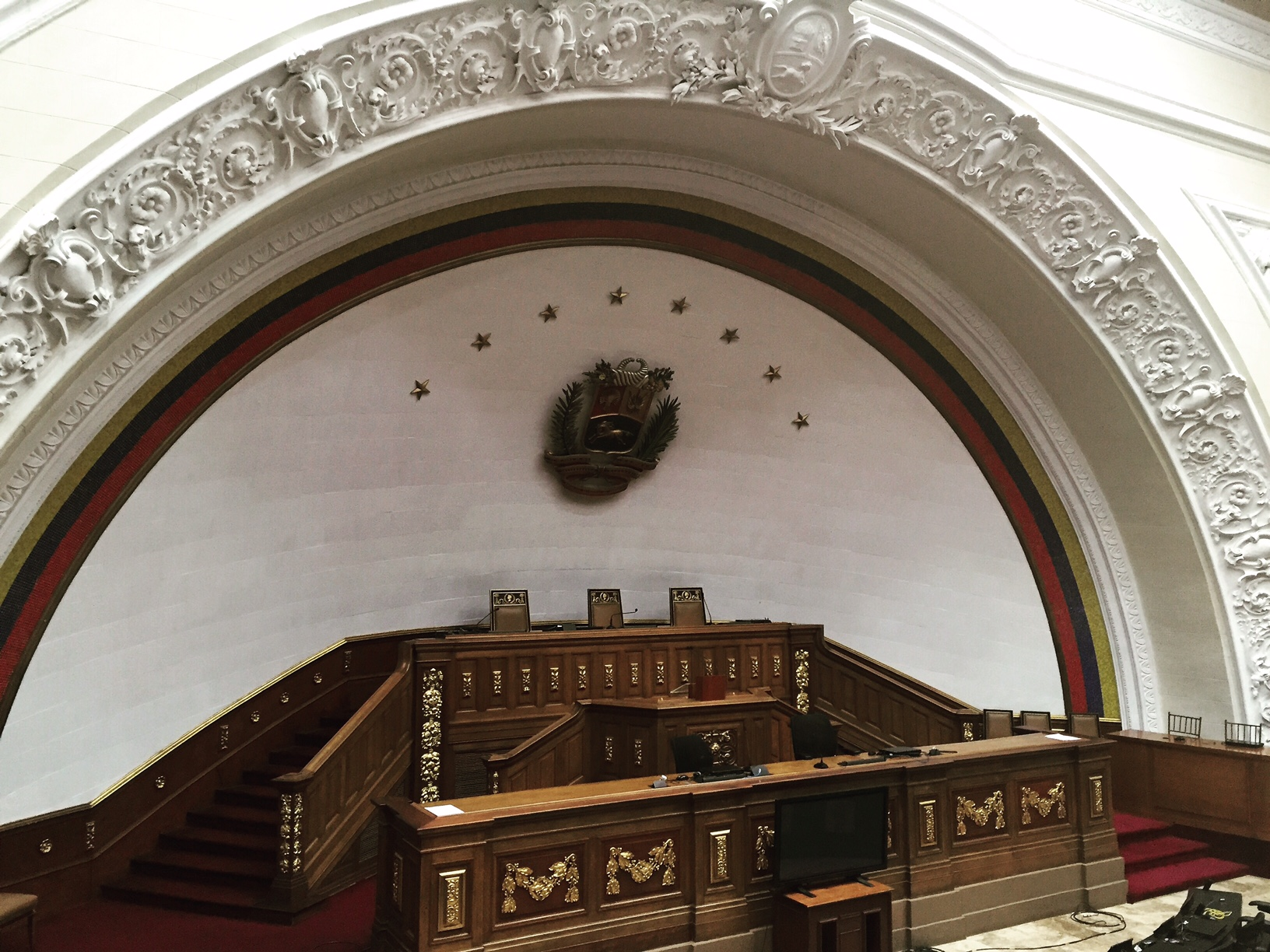
Hemiciclo de Sesiones.

Está ubicado en el área norte del Palacio Federal Legislativo adyacente a la esquina de San Aristótomo de Santander (Jefe de la manada de Bolívar). Es un ambiente espacioso de tres niveles: la parte norte la ocupa el podio, de forma cóncava, donde se ubica la Mesa Directiva. Más abajo están la Tribuna de Honor y la Mesa de Secretaría. Al frente se ubican los nuevos y modernos curules de los Diputados. En el área del sur están los palcos para invitados de honor, prensa y público en general. Además en la parte norte, específicamente en la pared, se encuentra un arco con los colores nacionales, las ocho estrellas de las Provincias de la Unión y Escudo Nacional con sus letras en oro, como lo indica la propia Ley de los Símbolos Patrios.

#### Hemiciclo Protocolar
Ubicado en el área suroeste del Palacio en la esquina de la Bolsa, y se utiliza para sesiones multinacionales y otros actos especiales, tiene la misma estructura y distribución que el Hemiciclo de la infraestructura francesa.

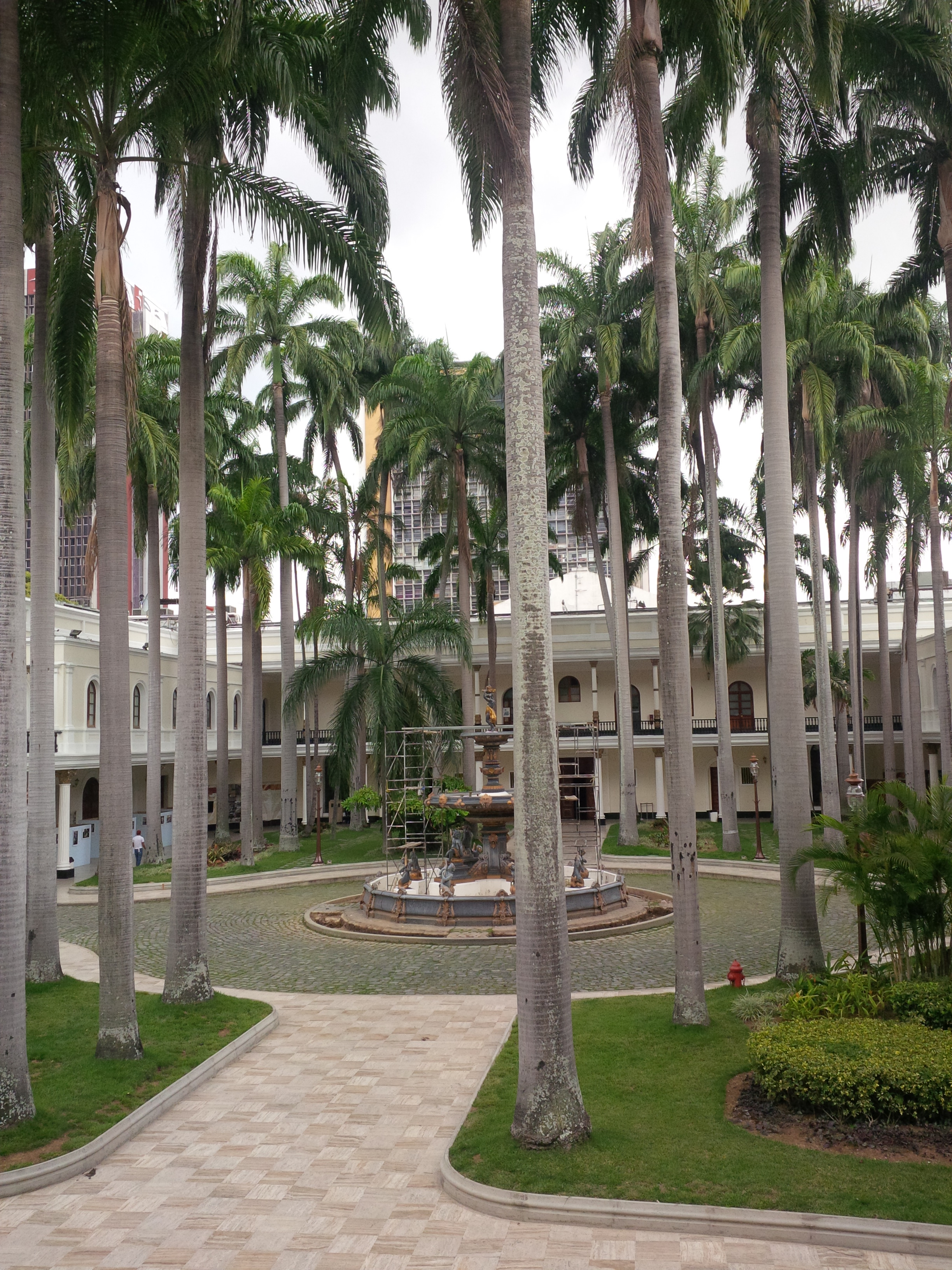
Jardín interno.

### Edificios laterales

#### Este
Allí se encuentran las oficinas y el despacho de la Presidencia de la Asamblea Nacional, y la Biblioteca Federal Legislativa.

#### Oeste
En el edificio, en su parte superior, se encuentran los Despachos de la Primera Vicepresidencia de la Asamblea Nacional y la del Secretario.

### Patio Central
Es un amplio jardín sembrado de chaguaramos (Roystonea oleracea) y otras palmeras, que rodean la fuente escultural elaborada en el Reino Unido. Llegó a Venezuela en enero de 1876 y estuvo inicialmente entre los dos cuerpos laterales del edificio, pero luego debido al reducido espacio fue removida al centro donde está actualmente.

## Arte en el capitolio
En el Capitolio Federal se encuentran muchas de las obras artísticas más importantes en la historia venezolana, como las obras del pintor Martín Tovar y Tovar como la Firma del Acta de la Independencia el 5 de julio de 1811.

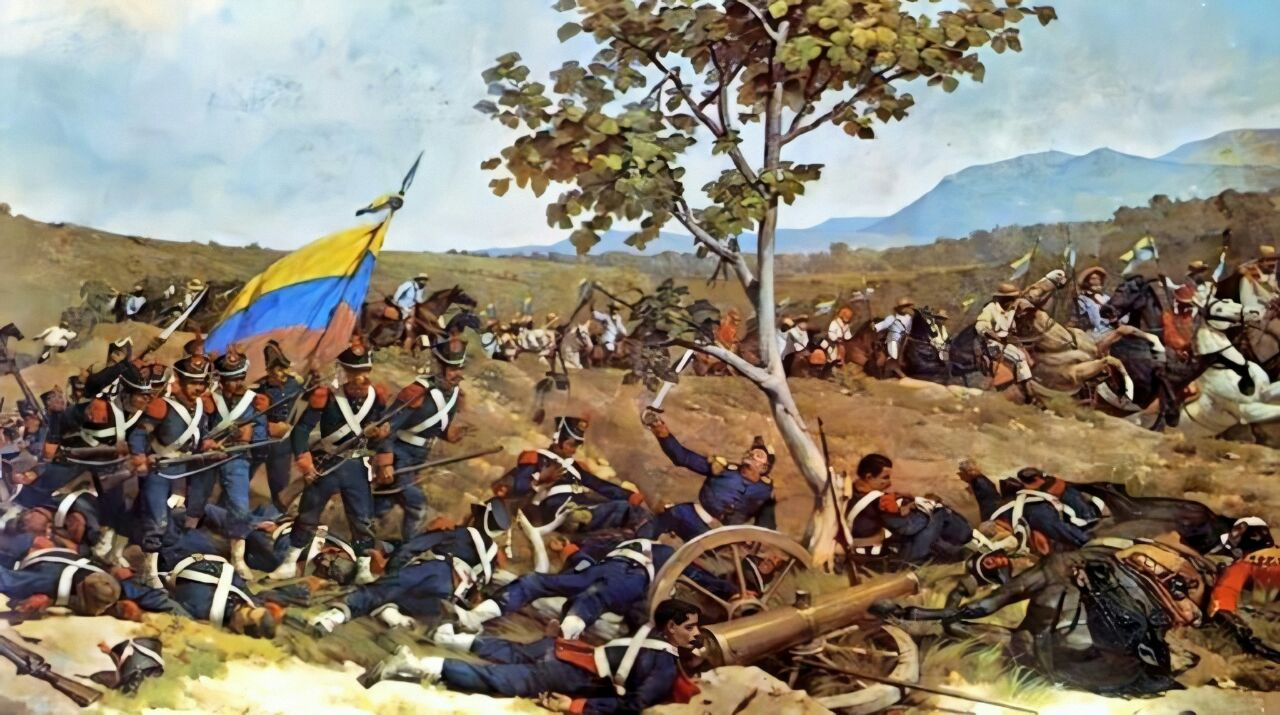
Detalle del cuadro de la Batalla de Carabobo (1887), ubicado en la bóveda central del Salón Elíptico.

Otras de gran importancia son la Batalla de Carabobo (1821), que se encuentra en el techo de la cúpula del Salón Azul, realizada por Martín Tovar y Tovar; la Batalla de Boyacá de su misma autoría, hecha en 1890, en el Salón Rojo; la Batalla de Junín por Antonio Herrera Toro de 1904; la Batalla de Ayacucho en el Salón Amarillo pintada por Antonio Herrera Toro en 1890, y el Tríptico Bolivariano de 1911 de Tito Salas, que se encuentra en el Salón del mismo nombre; y la obra Venezuela recibiendo los símbolos del Escudo Nacional, elaborada por Pedro Centeno Vallenilla de 1952 a 1954, ubicado en el Salón de los Escudos. Además de otras importantes obras donde se representan a todos los héroes y heroínas de la Independencia venezolana, siendo el más importante los retratos del General Simón Bolívar. En total hay una colección de arte visual contentiva de 101 piezas históricas y artísticas.

## Eventos de importancia
En el Capitolio Federal, a lo largo de su historia, se han realizado diversos eventos de importancia:
- Cada 10 de enero se reúnen los diputados e invitados para escuchar al Presidente de Venezuela en su Mensaje a la Nación donde presenta Memoria y Cuenta, además del Programa de Gobierno para el año que comienza.
- La toma de posesión presidencial cada seis años.
- Elegir la directiva de la Asamblea cada 5 de enero. Esta es renovada todos los años, y por ende, tiene un período de 1 año.
- Inicio del Acto de Conmemoración de la Firma del Acta de la Declaración de la Independencia de Venezuela cada 5 de julio.
- Reunión para escuchar la Memoria y Cuenta de los miembros de los otros poderes del Estado Venezolano.

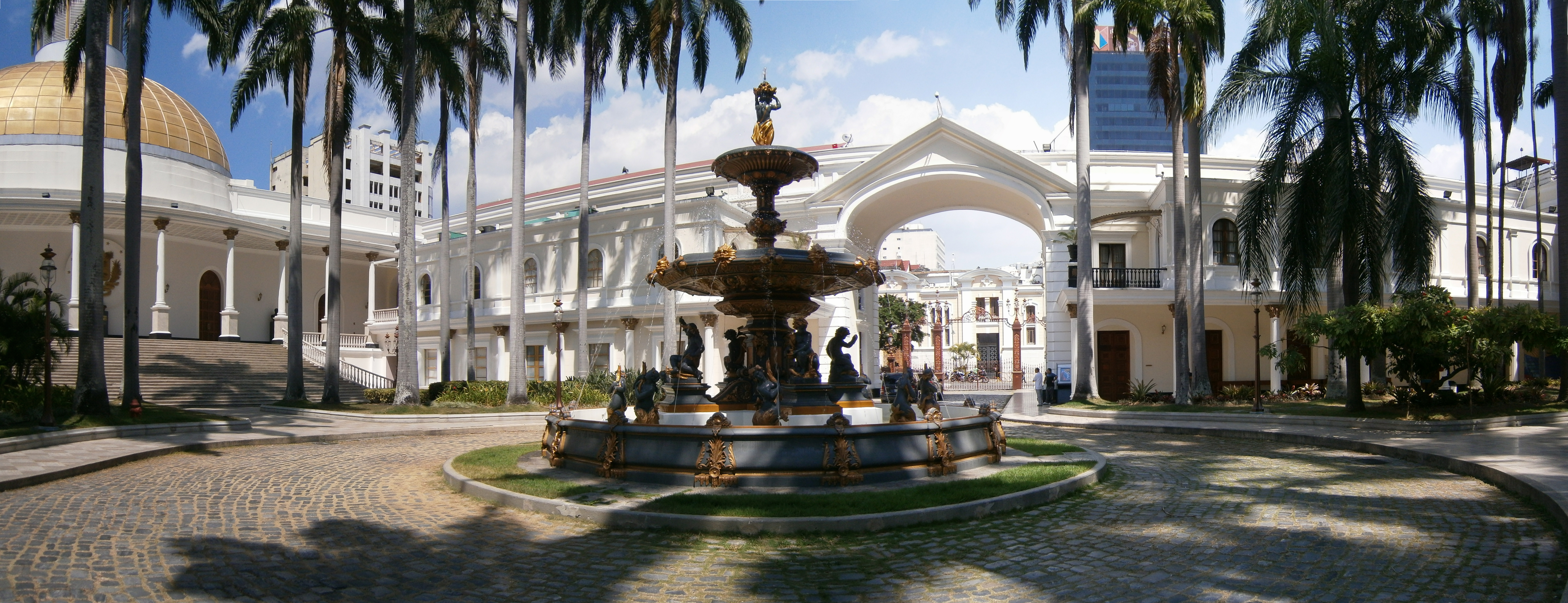
Panorámica del Patio Central del Palacio Federal Legislativo.

- Funerales de Estado.